# Jairo Sánchez
Jairo Sánchez (Sevilla, 25 de mayo de 1987) es un actor de nacionalidad española principalmente conocido por su papel de Gustavo McDowell en la serie El pueblo.

## Filmografía

### Cine
- 2014 - Policía, en la película Jacinto ¡Apriétate el cinto! dirigida por Santiago Miranda Gavira.

### Series de televisión
- 2013 - Personaje episódico en la serie Flaman.
- 2015 - "Gordo de las toallas", personaje episódico en la serie Anclados.
- 2016 - Personaje episódico en Centro médico.
- 2017 - Concursante Tu cara no me suena todavía como King África.
- 2019 - Personaje episódico en la serie Matadero.
- 2019 - Diego, personaje secundario en Promesas de arena.[4]
- 2019 - Gustavo "Gus" McDowell Jiménez, en la serie El pueblo, dirigida por Roberto Monge, Alberto Caballero y Laura Caballero.[5]
- 2022 - Merlín, en la serie Señor, dame paciencia (serie de televisión)